# Ann Haesebrouck
Ann Haesebrouck   (Bruges, 18 d'octubre de 1963) és una remadora belga, ja retirada, que va competir durant les dècades de 1980 i 1990.
Durant la seva carrera esportiva va prendre part en tres edicions dels Jocs Olímpics d'Estiu. El 1984, a Los Angeles, guanyà la medalla de bronze en la prova de scull individual del programa de rem. Quatre anys més tard, als Jocs de Seül, fou sisena en el quàdruple scull, mentre el 1992, als Jocs de Barcelona, fou novena en el doble scull.